# Corbula cymella
Corbula cymella är en musselart som beskrevs av Dall 1881. Corbula cymella ingår i släktet Corbula och familjen korgmusslor. Inga underarter finns listade i Catalogue of Life.